# Кошути-Парцеле
Кошути-Парцеле (пол. Koszuty-Parcele) — село в Польщі, у гміні Слупца Слупецького повіту Великопольського воєводства.
Населення — 382 особи (2011).
У 1975-1998 роках село належало до Конінського воєводства.

## Демографія
Демографічна структура станом на 31 березня 2011 року:
|          | Загалом | Допрацездатний вік | Працездатний вік | Постпрацездатний вік |
| -------- | ------- | ------------------ | ---------------- | -------------------- |
| Чоловіки | 184     | 43                 | 124              | 17                   |
| Жінки    | 198     | 43                 | 110              | 45                   |
| Разом    | 382     | 86                 | 234              | 62                   |